# Buforowość gleb
Buforowość gleby – zdolność do utrzymywania stałego pH gleby (odczynu), konsekwencja działania różnych roztworów buforowych (przede wszystkim buforu wodorowęglanowego) i buforów wymiany jonowej (sorpcja jonów H+
 przez glebowe kompleksy sorpcyjne). Duże znaczenie ma również buforowość związana z procesami biodegradacji biomasy (detrytusu), opisana dotychczas mniej dokładnie.
Pojęcie „buforowanie gleb” bywa niekiedy stosowane jako określenie wszystkich procesów zachodzących w ekosystemie glebowym, odpowiedzialnych za utrzymywanie równowagi ekologicznej, w tym przeciwdziałających zmianom składu roztworu glebowego (np. zmianom stężenia innych kationów w czasie nawożenia)

## Bufory słaby kwas–sól i słaba zasada–sól
Działanie buforów najczęściej jest ilustrowane przykładem roztworu zawierającego słaby kwas (zgodnie z teorią Brønsteda – donor H+
) i silną zasadę (akceptor H+
):
HA(aq) + H
2O ⇌ H
3O+
(aq) + A−
(aq)
XA ⇌ X+
(aq) + A−
(aq)
Po częściowej dysocjacji składników układu ustala się równowaga silnie przesunięta w stronę kwasu (HA) – dobrze zdysocjowana sól blokuje dysocjację słabego kwasu. Wartość pH w stanie równowagi zależy od stałej dysocjacji kwasu (Ka) oraz od stężeń molowych donora i akceptora (równanie Hendersona-Hasselbalcha): 
{\displaystyle pH=pK_{a}+\log {\frac {c_{akceptor}}{c_{donor}}}}
Poziom pH utrzymuje się dopóty, dopóki nie zostanie przekroczona pojemność buforowa, zależna od stałej równowagi reakcji buforowej i od stężenia czynnika słabo dysocjującego.

### Bufor wodorowęglanowy
W buforze wodorowęglanowym donorem (protonodawcą) jest kwas węglowy (H
2CO
3), a akceptorem (protonobiorcą) anion HCO−
3). Podstawowe znaczenie mają reakcje rozpuszczania wapieni (CaCO
3). Od szybkości tego procesu zależy szybkość buforowania.  
W czasie dodawania mocnych kwasów i zasad zachodzą np. reakcje:
HCO−
3 + H
3O+
 ⇌ H
2CO
3 + H
2O
H
2CO
3 + OH−
 ⇌ HCO−
3 + H
2O
Charakterystyka według Ullmana (1981, 1983):
- zakres buforowania:   pH = 6,2–8,0,
- pojemność buforowa górnej warstwy gleby (miąższość 1 dm) o gęstości objętościowej 1,5 g/cm³ i powierzchni 1 ha:

– 150 kmol H+
 · % CaCO
3 (buforowanie kwasu węglowego),
– 300 kmol H+
 · % CaCO
3 (buforowanie silnych kwasów).

### Bufor krzemianowy
Buforowanie z udziałem krzemianów jest złożonym procesem wieloetapowym, w którym wiązanie H+
 zachodzi m.in. w czasie wietrzenia glinokrzemianów (np. anortyt, kaolinit) z uwolnieniem kationów zasadowych lub adsorpcji kationów w powstających materiałach ilastych. Końcowymi produktami procesu są tlenki Al, Fe i Mn i niezdysocjowane kwasy krzemowe.
Charakterystyka według Ullmana (1981, 1983):
- zakres buforowania:   pH = 5,0–6,2,
- pojemność buforowa górnej warstwy gleby (miąższość 1 dm) o gęstości objętościowej 1,5 g/cm³ i powierzchni 1 ha:

– przeciętnie 75 kmol H+
 · % krzemianów.

### Bufor glinowy
Działanie buforu glinowego jest ilustrowane równaniem:
AlOOH + 3H+
 = Al3+
 + 2H
2O
w którym AlOOH oznacza odpowiednie fragmenty minerałów ilastych lub uwodnione tlenki Al. Buforowanie wiąże się z obecnością toksycznego dla roślin jonu Al3+
 w roztworze glebowym.
Charakterystyka według Ullmana (1981, 1983):
- zakres buforowania:   pH = 2,8–4,2,
- pojemność buforowa górnej warstwy gleby (miąższość 1 dm) o gęstości objętościowej 1,5 g/cm³ i powierzchni 1 ha:

– przeciętnie 100–150 kmol H+
 · % frakcji ilastej.

### Bufor żelazowy
Działanie buforu żelazowego jest ilustrowane równaniem charakteryzującym wybielanie gleby:
FeOOH + 3H+
 = Fe3+
 + 2H
2O
w którym FeOOH oznacza odpowiednie fragmenty sieci tlenków i wodorotlenków Fe.  
Charakterystyka według Ullmana (1981, 1983):
- zakres buforowania:   pH = 2,4–3,8,
- pojemność buforowa górnej warstwy gleby (miąższość 1 dm) o gęstości objętościowej 1,5 g/cm³ i powierzchni 1 ha:

– przeciętnie 270 kmol H+
 · % Fed (wolne tlenki, ulegające ekstrakcji z zastosowaniem Na
2S
2O
4).

## Bufor wymiany jonowej (sorpcyjny)
Bufory sorpcyjne tworzą bardzo zróżnicowane stałe cząstki kompleksu sorpcyjnego:
- cząstki mineralne wysycone zasadami,
- cząstki próchnicy glebowej, pełniące w buforach rolę słabych kwasów organicznych.

Na powierzchni wysyconych zasadami cząstek mineralnych zachodzą pod wpływem kwasów różne procesy wymiany jonów, np. wymiany Ca2+
 i Mg2+
 na równoważną liczbę jonów H+
, a pod wpływem zasad – wymiana jonów H+
 na inne kationy. 
Charakterystyka według Ullmana (1981, 1983):
- zakres buforowania:   pH = 4,2–5,0,
- pojemność buforowa gleby zależna od PWK i stopnia wysycenia sorbentu zasadami.

## Czynniki ekologiczne

Obieg azotu w ekosystemach składa się z wielu reakcji chemicznych i biochemicznych, przebiegających z udziałem H+ lub kationów zasadowych. Stabilność pH gleby jest konsekwencją równowagi ekologicznej, obejmującej procesy tworzące wszystkie cykle biogeochemiczne, w tym m.in. chemiczne, biologiczne i mechaniczne wietrzenie skały macierzystej, umożliwiające uzupełnianie zasobów jonów zasadowych w obiegu

Poza zmierzającymi do równowagi termodynamicznej reakcjami chemicznymi i procesami fizykochemicznymi w każdej glebie zachodzą procesy biologiczne. Biorą w nich udział liczne organizmy – producenci, konsumenci, reducenci) – uczestniczące w obiegu wody i  biogennych pierwiastków w ekosystemie. Częścią ekosystemu, jakim jest np. naturalny las jest gleba, charakteryzująca się określonym profilem. Jest on układem genetycznych poziomów, który ukształtował się w długotrwałym procesie sukcesji ekologicznej, prowadzącym do stanu równowagi ekologicznej. Na określonym podłożu mineralnym w ustalonych warunkach klimatycznych powstaje odpowiadająca tym warunkom biocenoza i charakterystyczna gleba, z wartościami pH charakterystycznymi dla  poszczególnych poziomów. Skuteczne działanie tak rozumianego buforu ekologicznego wymaga długiego czasu. W ekosystemach przekształconych przez człowieka, np. agrocenozach, utrzymanie właściwych wartości pH powinny umożliwiać odpowiednie zabiegi agrotechniczne.

## Badania właściwości buforowych
W praktyce laboratoryjnej lub w czasie badań terenowych stosuje się wiele różnych metod pomiarów, dostosowanych do konkretnych zadań badawczych. Metodą bardzo popularną jest wyznaczanie kształtu „krzywych buforowych” – zależności pH-metrycznie wyznaczanego odczynu od ilości odczynnika – roztworu kwasu lub zasady – dodanego do badanej próbki. Różnica między klasycznym miareczkowaniem potencjometrycznym i rejestracją krzywych buforowych dotyczy przede wszystkim czasu trwania oznaczenia. W przypadku badania gleb trzeba uwzględnić czas osiągania stałej wartości pH po dodaniu porcji kwasu lub zasady (czas między wprowadzaniem kolejnych porcji odczynnika wynosi niekiedy > 1 godz). Stosuje się np. procedurę polegającą na równoczesnym dodawaniu różnych porcji odczynników do serii badanych próbek, a następnie – po upływie czasu niezbędnego do ustalenia się równowagi (zwykle 24 godz) – oznaczeniach pH całej serii roztworów. 
Porównywanie zdolności buforowania różnych gleb wykonuje się m.in. metodą Arreheniusa. W czasie badań działaniu odczynników o różnym składzie (kwasów i zasad) poddaje się próbki ocenianych gleb i próbki wzorcowe – np. nie zawierający kompleksu sorpcyjnego piasek kwarcowy. Sporządzane są wykresy zależności pH roztworów (próbki pobrane znad badanej gleby i piasku) od ilości dodanego kwasu lub zasady. Powierzchnie zawarte między oboma wykresami są nazywane powierzchniami buforowania. Mała powierzchnia buforowania kwasów występuje np. w przypadku gleb bezwęglanowych; w takich glebach może występować próchnica, zapewniająca duże zdolności buforowe w zakresie zasadowym. Dużą powierzchnią buforowania w obu zakresach (zasadowym i kwaśnym) charakteryzują się gleby zasobne w sorbenty próchnicze i mineralne. 